# Type 63
Le Norinco Type 63 est un char léger amphibie de fabrication chinoise. Mis en service en 1963, il est similaire au PT-76 de l’Armée rouge, mais contrairement à une idée largement répandue, il en diffère de manière notable sous plusieurs aspects, notamment par son mode de propulsion dans l'eau. Ce char est également connu sous son appellation industrielle WZ211.

## Technique
Le Norinco Type 63 a une masse de 18,4 tonnes pour une vitesse de 64 km/h et 370 kilomètres d’autonomie (réservoir de 403 litres). Son équipage de quatre hommes est protégé par 14 mm de blindage. Son moteur est plus puissant que son homologue russe, ce qui lui donne une vitesse supérieure. Le canon est un 85 mm qui tire des AP, APHE, HE, HEAT et des obus fumigènes. L’élévation du canon est de -4° à 18°. Une mitrailleuse de 7,62 mm coaxiale et une mitrailleuse lourde Type 54 de 12,7 mm antiaérienne est montée sur l'écoutille droite de la tourelle. Le moteur est un 12 cylindres diesel de 400 CV.
Véhicule entièrement amphibie, il se déplace dans les cours d'eau avec deux hydrojets à l'arrière du véhicule. Il est possible de lui ajouter des réservoirs supplémentaires.

## Versions
Le Modèle I correspond à un nouveau moteur, le modèle II a un télémètre laser extérieur. Le Type 63A a une nouvelle tourelle. Le A-I est une amélioration du Type 63M. Le type M est le modèle de base avec une nouvelle tourelle et un nouveau canon de 105 mm.

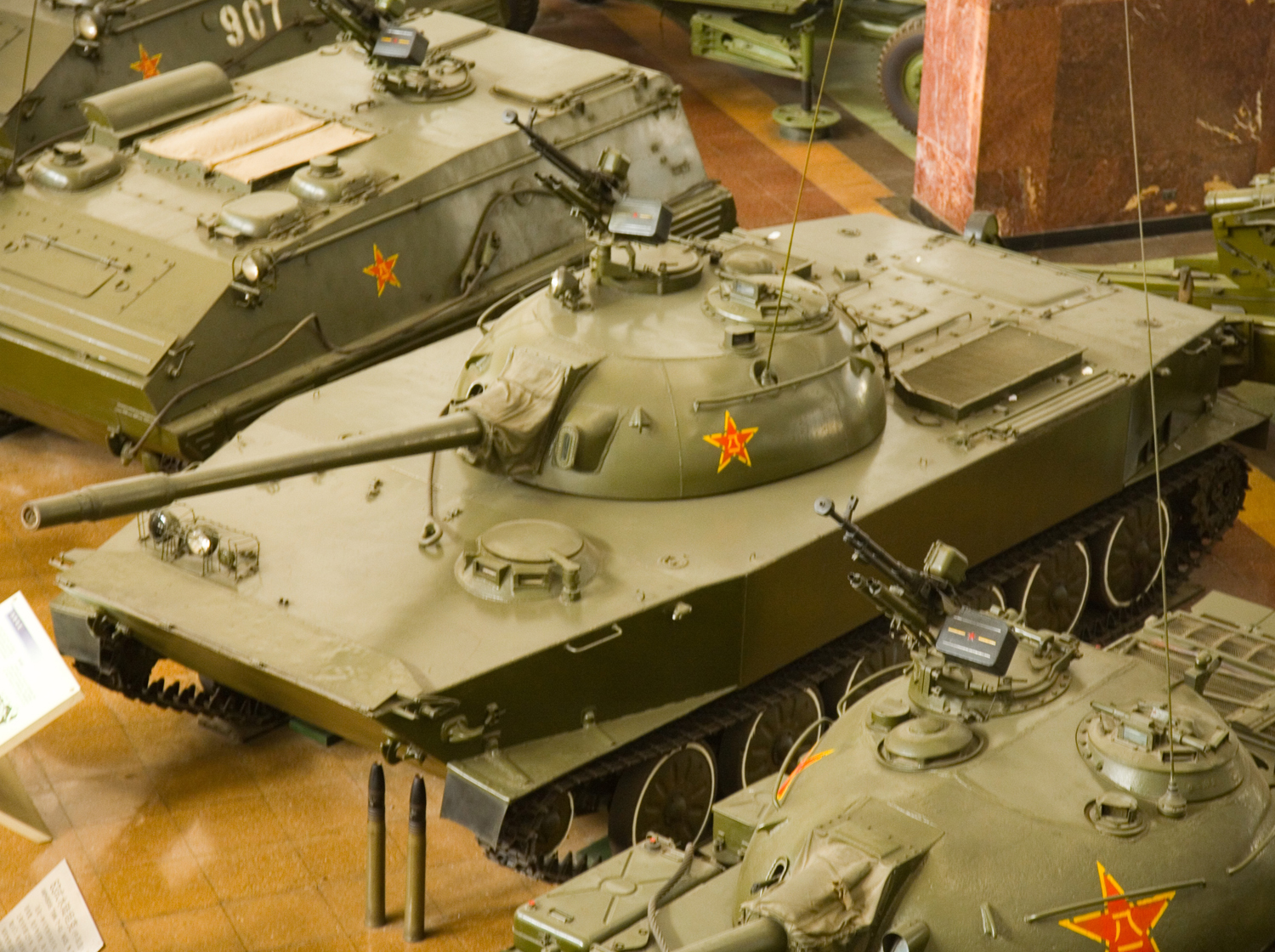
Char Type 63 au Musée militaire de Pékin

## Caractéristiques techniques
- Équipage : 4 hommes
- Longueur :
  - de la caisse : 6,9 m.
  - totale  (avec le canon en avant) : 8,2 m.
- Masse en ordre de combat : 18 t.
- Armement principal
  - du Type 63 : un canon de 85 mm
  - du Type 63M : un canon de 105 mm
- Armement secondaire du modèle initial
  - une mitrailleuse coaxiale de 7,62 mm
  - une mitrailleuse anti-aérienne de 12,7 mm
- Blindage : 10 à 14 mm.

## Diffusion
Les 1 500 Type 63 et leurs variantes furent ou sont utilisés par les pays suivants :
- Chine[2]
- Birmanie[3]
- Cambodge[4]
- Corée du Nord
- Soudan[5]
- Tanzanie[3]
- Viêt Nam[4]
- Sri Lanka
- Pakistan[3]
- Albanie
- République démocratique du Congo

Il servit ainsi durant la guerre du Viêt Nam contre les États-Unis, puis durant la guerre sino-vietnamienne entre les deux anciens alliés. La guerre civile du Sri Lanka le voyait encore au combat en 2008.